# Heilwigpark

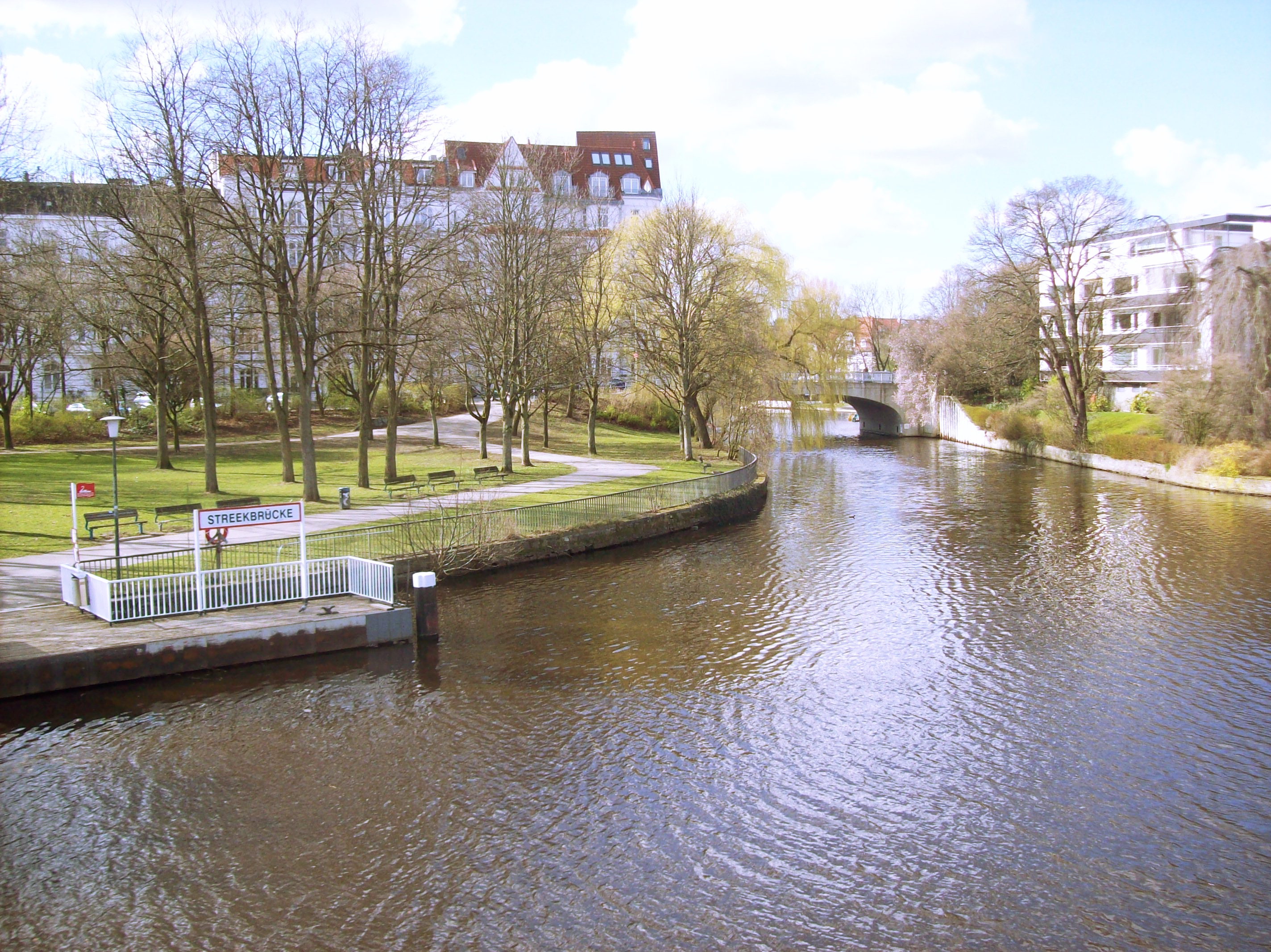
Anleger Streekbrücke am Heilwigpark, im Hintergrund die Einmündung des Isebekkanals

Der Heilwigpark ist eine 0,5 Hektar große öffentliche Grünanlage im Hamburger Stadtteil Harvestehude, unmittelbar an der Einmündung des Isebekkanals in die Alster gelegen. Er wurde zusammen mit dem umliegenden Wohngebiet um 1900 angelegt und ist wie die benachbarte Heilwigstraße benannt nach Heilwig von der Lippe, Gründerin des einst in dieser Gegend ansässigen Nonnenklosters Herwardeshude. 
Die Fläche des Parks wird im Westen von der Heilwigstraße begrenzt, im Süden von der St. Benedictsstraße, im Norden und Osten vom Kanal und der Alster. Am Alsterufer befindet sich der Anleger Streekbrücke, der noch bis Mitte der 1980er  Jahre regelmäßig von Alsterdampfern im HVV-Liniendienst angefahren wurde („gelbe“ Linie, ab 1968: Linie 51). Heute verkehren hier in den Sommermonaten die Ausflugsdampfer der Alster-Touristik GmbH.
Im Park gibt es einen öffentlichen Kinderspielplatz und eine Ahornblättrige Platane mit einem Stammumfang von über vier Metern.